# Gerhard Siedl
Gerhard Siedl (München, 1929. március 22. – 1998. május 9.) német válogatott labdarúgó.

## Pályafutása

### Klubcsapatban
Gerhard Siedl labdarúgói pályafutása 16 évesen kezdődött az FC Bayern München színeiben, ahol 1945 és 1948 között játszott. Az 1948–1949-es szezonban Borussia Neunkirchenben játszott. 1949 és 1951 között ismét az FC Bayern München játékosa volt. 1951–től 1953-ig a Borussia Neunkirchen, 1953–tól 1956-ig az 1. FC Saarbrücken mezében játszott. Az 1956 és 1957 között a Karlsruher SC-ben játszott, és megnyerte a német kupát. 1957-től 1960-ig az FC Bayern München játékosa volt. 1957-ben a bajorok mezében is megnyerte a német kupát. 1960-ban az FC Basel, 1961-nen az Austria Salzburg, az 1961-1962-es szezonban az Alkmaar ’54 játékosa volt. Pályafutása befejezése előtt az FC Dornbirn 1913 csapatában játszott.

### A válogatottban
1951 és 1956 között a Saar-vidéki válogatottban 16 mérkőzésen négy gólt szerzett. 1957 és 1959 között a nyugatnémet válogatottban hat mérkőzésen három gólt szerzett.

## Sikerei, díjai
Karlsruher SC
- Nyugatnémet kupa (DFB Pokal)
  - győztes: 1956

 FC Bayern München
- Nyugatnémet kupa (DFB Pokal)
  - győztes: 1957
- 1952-ben az Oberliga Südwest gólkirálya volt.